# Hrabstwo Brown (Dakota Południowa)
Hrabstwo Brown (ang. Brown County) – hrabstwo w stanie Dakota Południowa w Stanach Zjednoczonych. Obszar całkowity hrabstwa obejmuje powierzchnię 1731,21 mil² (4483,81 km²). Według szacunków United States Census Bureau w roku 2009 miało 35 204 mieszkańców.
Hrabstwo powstało w 1879 roku. Na jego terenie znajdują się następujące gminy (townships):Aberdeen, Allison, Bates, Bath, Brainard, Cambria, Carlisle, Claremont, Columbia, East Hanson, East Rondell, Franklyn, Frederick, Garden Prairie, Garland, Gem, Greenfield, Groton, Hecla, Henry, Highland, Lansing, Liberty, Lincoln, Mercier, New Hope, North Detroit, Oneota, Ordway, Osceola, Palmyra, Portage, Prairiewood, Putney, Ravinia, Richland, Riverside, Savo, Shelby, South Detroit, Warner, West Hanson, Westport, West Rondell.

## Miejscowości
- Aberdeen
- Claremont
- Columbia
- Frederick
- Groton
- Hecla
- Stratford
- Warner
- Westport
- Verdon

## CDP
- Bath
- Bath Corner
- Ferney
- Mansfield